# Асы (Архангельский район)
Асы (баш. Асы) — деревня в Липовском сельсовете Архангельского района Республики Башкортостан России.

## Население
| 2002 | 2009 | 2010 |
| ---- | ---- | ---- |
| 22   | ↘8   | ↗32  |

Согласно переписи 2002 года, преобладающая национальность — русские (86 %).

## Географическое положение
Расстояние до:
- районного центра (Архангельское): 15 км,
- центра сельсовета (Благовещенка): 5 км,
- ближайшей железнодорожной станции (Приуралье): 26 км.

Находится на правом берегу реки Инзер.